# Грушёвка (Зимовниковский район)
Грушёвка — хутор в Зимовниковском районе Ростовской области.
Входит в состав Ленинского сельского поселения.

## География

### Улицы
- ул. Лиманная,
- ул. Молодёжная,
- ул. Центральная.

## Население
| 2010 |
| ---- |
| 240  |